# Albrecht (Jüngerer Titurel)
Albrecht (geboren vor 1270; gestorben nach 1270) war ein mittelhochdeutscher Dichter. Er ist Autor des sogenannten Jüngeren Titurel (entstanden um 1260–75), einer Ergänzung und Fortsetzung der Titurel-Fragmente Wolframs von Eschenbach.

## Leben
Nur in einem einzigen, in der Universitätsbibliothek Heidelberg aufbewahrten Handschriftenfragment (Signatur: Heid. Hs. 1332), dem sogenannten „Verfasserfragment“, tritt Albrecht als Verfasser des Jüngeren Titurels namentlich in Erscheinung. Über das Leben Albrechts gibt es nur wenige Informationen, durchweg dessen eigenem Werk entnommen: Demnach war er verheiratet, hatte zumindest ein Kind und einen Bruder, war bei Abfassung seines Romans nicht mehr jung. Er verfügte über umfängliches Wissen, beherrschte die lateinische, vermutlich auch die französische Sprache. Über den Geburtsort Albrechts ist die Forschung uneins; es gibt begründete Vermutungen für eine bayerische wie für eine mitteldeutsche Herkunft. Albrecht schrieb im Auftrag von Gönnern – und machte dies in seinen Texten deutlich.

## Werk
Das Sangversepos, zu dem eine zeitgenössische Melodie überliefert ist, enthält über 6300 vierzeilige Strophen in Form der sogenannten Titurelstrophe. Es verstärkt in manieristischer Weise viele der für sein Vorbild Wolfram typischen Stilmerkmale, wie die dunkle Rätselhaftigkeit und Gelehrsamkeit. Offenbar gerade wegen dieser geblümten Rede stand das Werk bei den Zeitgenossen und noch mehr bei den nachfolgenden Generationen in großem Ansehen. Albrecht dichtet in der Maske Wolframs. Daher galt der Jüngere Titurel bis in die Neuzeit als das Werk Wolframs und war etwa für den spätmittelalterlichen Literaturkenner Jakob Püterich von Reichertshausen das haupt ab teutschen buechen (Inbegriff aller deutschen Dichtungen). Erst in Strophe 5883 gibt der Autor die Wolfram-Maske auf und gibt sich als Albrecht zu erkennen.
1812 entdeckte August Wilhelm Schlegel (nach den Vorarbeiten in Bernhard Joseph Docens Aufsatz Titurels Sendschreiben), dass der Ältere Titurel (die Fragmente) von Wolfram stammt, was seine Autorschaft am Jüngeren Titurel endgültig ausschloss.

## DerJüngere Titurelin der Forschung
Thomas Neukirchen führt aus, dass die germanistische Forschung sich mit dem Jüngeren Titurel lange schwer getan habe.

## Wissenschaftskontroverse um die Identität mit Albrecht von Scharfenberg
Die Identität Albrechts mit einem sonst unbekannten Albrecht von Scharfenberg, den Ulrich Fuetrer in seinem Buch der Abenteuer im 15. Jahrhundert mehrfach als Quelle seines Werks angibt, galt fachwissenschaftlich seit 1809 als gegeben, wurde aber in der germanistischen Mediaevistik immer wieder neu diskutiert und infrage gestellt. Seit Ende des 20. Jahrhunderts wird dagegen allgemein von zwei verschiedenen Dichtern ausgegangen, auch wenn sie gleiche Stoffe behandeln und teilweise gleiche Quellen verwenden.

## Ausgaben des Werks
- Erstdruck des Jüngeren Titurel (in Folio) bei Johannes Mentelin in Straßburg, 1477[6]

- erste wissenschaftliche Ausgabe von Karl August Hahn, Quedlinburg und Leipzig: Basse, 1842[7]

- Werner Wolf, Kurt Nyholm (Hrsg.): Albrechts von Scharfenberg „Jüngerer Titurel“. Nach den ältesten und besten Handschriften kritisch herausgegeben. 4 Bände (Band 3–4 hrsg. von Kurt Nyholm). Akademie-Verlag, Berlin 1955–1995 (= Deutsche Texte des Mittelalters. Band 45, 55/61, 73/77 und 79).[8]